# Еґон Гьоллер
Еґон Амброс Геллер (нім. Egon Ambros Höller, 16 липня 1913, Крітцендорф, Австро-Угорщина, тепер Австрійська Республіка — 9 серпня 1991, Кройт, Баварія, Німеччина) — німецький юрист і чиновник, нацист. Штадтгауптман міста Львова у 1942—1944 роках.

## Біографія
Здобув середню шкільну освіту.
У 1924—1928 роках — студент Віденського університету світової торгівлі, який закінчив у 1928 році і став дипломованим спеціалістом. Після цього закінчив юридичний факультет і у 1932 році здобув ступінь доктора права.
З 1932 року працював у Міністерстві внутрішніх справ Австрії. У середині вересня 1932 року приєднався до нацистської партії, яка була забороненою в Австрії. Крім того, від середини квітня 1933 року до початку жовтня 1934 року був членом СА. Брав участь у липневому путчі 1934 року у Відні та був звільнений з австрійської державної служби у березні 1935 року.
Через участь у липневому перевороті Геллер до 1936 року був в'язнем в Австрії, а потім емігрував до Німецького рейху. З липня 1936 року вів юридичну практику як адвокат та в Берлінському вищому апеляційному суді.
У середині травня 1937 року перейшов на адміністративну службу і працював в юридичному відділі організації допомоги біженцям нацистської партії. У 1937 році став громадянином Німецького рейху.
Після «Австрійського аншлюсу» (приєднання Австрії до Німецького рейху в 1938 році) працював на керівних посадах при райхсштатгальтері (імперському наміснику) міста Відня. У листопаді 1938 року вступив до СС. У листопаді 1941 року отримав звання гауптштурмфюрера СС.
З 1939 року займав адміністративні посади в Генерал-губернаторстві. З жовтня 1939 до початку лютого 1942 року — крайсгауптман землі Краків (Krakau-Land) у дистрикті Краків.
З 5 лютого 1942 по серпень 1944 року — міський староста (штадтгауптман) Львова.
Після війни, до початку літа 1946 року, був інтернованим у зоні союзників. Після звільнення з військового полону працював у компанії Palette GmbH. Геллер був денацифікований судом 25 травня 1948 року як попутник.
Згодом працював комерсантом у сфері торгівлі.